# Antoine-Laurent de Jussieu
Antoine-Laurent de Jussieu (n. 12 aprilie 1748, Lyon, Regatul Franței – d. 17 septembrie 1836, Paris, Franța) a fost un botanist, medic, profesor universitar și mason francez. Antoine, Bernard și Joseph de Jussieu au fost unchii săi. Abrevierea numelui său în cărți științifice este Juss..

## Biografie
A început studiile sale la Lyon. În 1766, unchiul său Bernard l-a chemat lângă el, la Paris, unde a terminat studiile sale de medicină. În 1773, el a prezentat lucrarea sa Examen al familiei Ranunculaceelor la Academia științelor franceză, ceea ce a condus la alegerea sa ca membru. În 1770, el a înlocuit pe Louis-Guillaume Le Monnier la postul de demonstrator la Grădina regelui.
El a dezvoltat ideile unchiului său Bernard de Jussieu asupra clasificării vegetalelor după un sistem bazat pe morfologia plantelor.  În 1774, a publicat lucrarea sa Exposition d'un nouvel ordre des plantes, adopté dans les démonstrations du Jardin royal/ «Expunere a unei  noi ordini a plantelor, adoptată în demonstrațiile Grădinii regale», în Memoriile Academiei Științelor , completată ani cincisprezece mai târziu cu Genera plantarum secundum ordines naturales disposita.
În 1794, a fost numit director al noului Muzeu național de istorie naturală, și a fondat acolo  imediat o bibliotecă. În 1804, el a ocupat catedra de Profesor de botanică la facultatea de medicină din Paris, post pe care l-a ocupat până în 1826. În 1829, a devenit membru străin al Royal Society. Devenit aproape orb, s-a demis de la catedra sa la Museu, fiind urmat de fiul său Adrien.
În 1838, numele său a fost dat în omagiu străzii Saint-Victor din Paris, care a devenit strada Jussieu.

## Publicații științifice
- 1770 : An aeconomiam animalem inter et vegetalem analogiae ou Comparaison de la structure et des fonctions des organes végétaux avec les phénomènes de la vie animale (Teză susținută la facultatea de medicină din Paris)
- 1773 : Mémoire sur la famille des renonculacées
- 1774 : Exposition d'un nouvel ordre de plantes adopté dans les démonstrations du Jardin royal
- 1788-89 : Genera plantarum secundum ordines naturales disposita
- 1824 : Principes de la méthode naturelle des végétaux

## Articol conex
- Familia de Jussieu